# Chris White (sassofonista)
Chris White (Bristol, 13 luglio 1955) è un sassofonista e flautista britannico.
Ha suonato in tour con i Dire Straits dal 1985 al 1993 oltre che con molti altri artisti e gruppi, tra i quali Robbie Williams, Paul McCartney, Pino Daniele, Mick Jagger e Mark Knopfler.

## Biografia
Chris White intraprese lo studio del sassofono all'età di 13 anni e cominciò a tenere concerti un paio di anni più tardi, entrando anche a far parte della National Youth Jazz Orchestra.
Ha partecipato al Live Aid ed al concerto di compleanno dei 70 anni di Nelson Mandela nel 1988.